# Желен
 Тази статия е за селото в България.  За селото в Костурско, Гърция, вижте Желин.  За селото в Полога, Република Македония, вижте Желино.
Жѐлен е село в Западна България. То се намира в Община Своге, Софийска област.

## География
Село Желен се намира в Западна Стара планина, по-точно в Голема планина.

## История
Желен е съществувал още през Второто българско царство. След като България пада под турска власт, българите са принудени да се потурчат. Когато някой от селото откажел да се потурчи, бил хвърлян от скала близо до селото. Това било жално и оттам идва името му Желен.

## Културни и природни забележителности
Красиви изгледи към цялото Искърско дефиле. На един час път от София.

## Редовни събития
Илинден. Курбан на кръста Светого Илия, най-големият курбан организиран в селото. Организира се от 4 фамилии. Всеки гост на селото, всеки случаен пътник е добре дошъл. Всеки може да хапне сварената на жив огън агнешка курбан чорба, всеки може да разбере колко добър човек е балканецът. Курбаните начислявят десет на територията на селото.

## Културни и природни забележителности
Мечата дупка е разположена на около 3 км североизточно от село Желен, Западна Стара планина. Има три входа – долен, който води към водната част на пещерата и два горни, които водят към две успоредни широки галерии и обща зала, от която се разклоняват странични галерии. Една от тези галерии има връзка с водния етаж. Водите на Меча дупка се оттичат в река Искър чрез река Трескавец. Вдясно от общата зала има лабиринт от ниски галерии и зали, чиито подове са покрити с накипна кора и синтрови прегради. На места има пещерни бисери. Типична пещерна фауна – пещерни бръмбари и мокрици. Открити са кости от пещерна мечка. Пещерата представлява интерес за много туристи, които могат да я разгледат. На североизток на височина 1200 м, близо до връх Издремец, се намират останките на хижа „Трескавец“.